# Sincero
Sincero es el título del décimo álbum de estudio grabado por el artista puertorriqueño-estadounidense Chayanne. Fue lanzado al mercado bajo los sellos discográficos Sony Discos y Columbia Records el 26 de agosto de 2003, con la colaboración de compositores como Franco De Vita y Estéfano. El cantante exploró ritmos como el rock y el hip hop en algunos de sus temas y se estrena como autor de uno de los temas del álbum.

## Rendimiento comercial
Obtuvo una nominación para el Premio Grammy al Mejor Álbum de Pop Latino en la 46°. entrega de los Premios Grammy celebrada el domingo 8 de febrero de 2004. El cuál el galardón fue llevado al álbum No es lo mismo de Alejandro Sanz.

## Lista de canciones
| Sincero |                               |                                                                             |          |  |
| N.º     | Título                        | Escritor(es)                                                                | Duración |  |
| 1.      | «Sentada aquí en mi alma»     | Estéfano · Julio C. Reyes**                                                 | 4:03     |  |
| 2.      | «Quédate conmigo»             | Estéfano · José Luis Pagán                                                  | 4:11     |  |
| 3.      | «Caprichosa»                  | Juan Miguel Mogica                                                          | 3:06     |  |
| 4.      | «Un siglo sin ti»             | Franco De Vita                                                              | 4:41     |  |
| 5.      | «Vaivén»                      | Paco Bastante** · Nuria Díaz Reguera* · Raquel Díaz Reguera*                | 4:33     |  |
| 6.      | «Santa Sofía»                 | Estéfano · Julio C. Reyes**                                                 | 3:35     |  |
| 7.      | «Cuidarte el alma»            | Cristian Zalles · Marc Durandeau                                            | 4:13     |  |
| 8.      | «La mujer de Pedro»           | Cristian Zalles                                                             | 4:38     |  |
| 9.      | «Al pan, pan y al vino, vino» | Juan Miguel Mogica                                                          | 3:51     |  |
| 10.     | «No hay más»                  | Chris Rodríguez · Javier Carrión · Lilly Ponce · Miguel Cosculluela         | 3:25     |  |
| 11.     | «Dulce y peligrosa»           | Estéfano                                                                    | 3:53     |  |
| 12.     | «Caprichosa» (Spanglish)      | Juan Miguel Mogica Letra en inglés: Chayanne · Cheryl Sánchez · Rey Sánchez | 3:07     |  |
| 47:09   |                               |                                                                             |          |  |

Nota
- (*) Letra solamente.
- (**) Música solamente.

## Créditos y personal
- Estéfano - productor
- Julio C. Reyes - productor, compositor, arreglista, programación
- Rey Sánchez - productor
- Franco De Vita, productor, compositor, arreglista
- René Luis Toledo - productor
- Luis Fernando Ochoa - productor
- Patty Bolívar - Productora ejecutiva
- Mauricio Gasca - arreglista, programación, ingeniero
- Vlado Maller - Mastering
- José Luis Pagán - guitarrista, arreglista, programación, vocales
- Ángel Carrasco - A&R
- Mario Houben - Diseño gráfico
- Kevin Apple - Fotografía
- Kelly Nash - Make-Up

© MMIII. Sony Music Entertainment Inc.

## Posicionamiento en las listas
| Listas (2003)                   | Máxima posición |
| ------------------------------- | --------------- |
| U.S. Billboard 200              | 87              |
| U.S. Billboard Top Latin Albums | 1               |
| U.S. Billboard Latin Pop Albums | 1               |

## Sucesiones
| Predecesor: Nuestro destino estaba escrito de Intocable | U.S. Billboard Top Latin Albums — Álbum N.º 1 13 de septiembre de 2003 - 19 de septiembre de 2003 | Sucesor: Un día normal de Juanes |

| Predecesor: Un día normal de Juanes | U.S. Billboard Latin Pop Albums — Álbum N.º 1 13 de septiembre de 2003 - 19 de septiembre de 2003 | Sucesor: Un día normal de Juanes |

## Certificaciones
| País           | Organismo certificador | Certificación      | Ventas certificadas | Ref              |
| -------------- | ---------------------- | ------------------ | ------------------- | ---------------- |
| Argentina      | CAPIF                  | 3x Platino         | 120 000             | [cita requerida] |
| España         | PROMUSICAE             | 2x Platino         | 100 000             | [cita requerida] |
| Estados Unidos | RIAA                   | 2x Platino (Latin) | 200 000             | [ 4 ]            |
| México         | AMPROFON               | Platino + Oro      | 225 000             | [ 5 ]            |